# Contro tutte le bandiere
Contro tutte le bandiere (Against All Flags) è un film d'avventura del 1952 diretto da George Sherman.
È una storia di pirati; ha avuto un rifacimento, Il pirata del re del 1967.

## Trama
La storia è ambientata attorno al 1700. Il protagonista è Brian Hawke, un ufficiale della marina inglese, che, dopo aver disertato, si reca sull'isola di Madagascar per unirsi ai pirati che imperversano per l'Oceano Indiano. L'uomo è in realtà una spia della marina, intenzionato a porre fine alla minaccia pirata. Sostenendo un combattimento con gli arpioni d'abbordaggio, Hawke dimostra il proprio valore e viene ammesso nella ciurma del pirata Roc Brasiliano, attirandosi frattanto le simpatie della focosa capitana Spitfire Stevens. Durante una scorreria Brasiliano cattura il galeone del Gran Moghul, sul quale viaggiano le mogli del sovrano indiano e la sua figlia prediletta Patma. Le donne vengono vendute come schiave, ma Hawke riesce a salvare la principessa. Di notte sabota le difese di Madagascar, ma viene scoperto e legato ad un palo sulla spiaggia per essere divorato dai granchi. Stevens, pur delusa e gelosa, non resiste e aiuta Hawke a evadere. La marina attacca Madagascar e lo scontro finale oppone Hawke e Stevens alla ciurma di Brasiliano, che viene ucciso in duello. Per i suoi meriti Hawke ottiene che Spitfire Stevens venga perdonata per i suoi atti di pirateria e sposarlo.

## Produzione
Errol Flynn fece la maggior parte delle acrobazie senza bisogno di controfigura; in una di esse si ruppe una caviglia, e durante la sua convalescenza la Universal ne approfittò per usare le scenografie inutilizzate per girarvi il film Il pirata yankee con Jeff Chandler.
In seguito Maureen O'Hara dichiarò quanto Flynn fosse preparato riguardo alle proprie battute e quanto fosse piacevole lavorare con lui la mattina; Flynn aveva in quel periodo il vizio del bere e dalle 4 del pomeriggio non era più in grado di continuare. Il regista vietò la consumazione di alcol sul set, e Flynn per ovviare al veto arrivò ad iniettare vodka in alcune arance, consumate dal mattino, arrivando così a essere ubriaco già nel mezzogiorno. A causa di ciò Maureen O'Hara fu costretta a girare tutte le scene dei suoi primi piani di fronte a una bandiera con su scritto "X" al posto di Flynn.

## Rifacimento
Nel 1967 ne venne fatto un rifacimento dal titolo Il pirata del re diretto da Don Weis.